# Johann Nepomuk von Triva

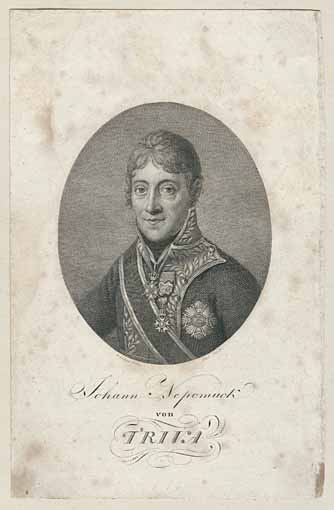
Johann Nepomuk von Triva

Johann Nepomuk Joseph Florian von Triva (* 20. September 1755 in München; † 8. April 1827 ebenda) war ein bayerischer General der Artillerie und Kriegsminister.

## Leben
Er war der Sohn des kurfürstlichen Hofrats Franz Joseph Askanius Heinrich von Triva und dessen Gattin Maria Benedicta, geborene Fiedler von Westin.
Nach dem frühen Tod der Eltern trat Triva am 1. September 1766 in die Bayerische Armee ein. Er wurde durch Höchste Verordnung am selben Tag in das „Noble Kadetten“-Corps aufgenommen und in den folgenden sechs Jahren zum Piqueur im Ingenieurcorps mit Fähnrichsrang ausgebildet. Zum Festungsbau nach Rothenberg am 27. Mai 1773 abkommandiert wurde er am 19. April 1777 zum Unterlieutenant im Ingenieurcorps befördert. Nach Auflösung des Ingenieurcorps 1778 wurde er der 1. Division München als Kondukteur in Rothenberg zugeteilt.
Triva heiratete 1779 die Tochter des Amberger Regierungsrates von Velhorn. Mit den Mitteln aus der Heirat „erwarb“ er am 30. Juni 1780 eine Stelle als Hauptmann beim Neuburger Infanterie-Regiment „Kurprinz“, wo er am 5. Januar 1783 eine Grenadier-Kompanie erhielt. Am 17. April 1785 wurde er zum Secondmajor im Münchner Infanterie-Regiment „Pfalzgraf Maximilian von Zweibrücken“ ernannt, dann am 1. Januar 1790 zum 1. Major und am 8. Juni 1791 zum Oberstlieutenant in seinem mittlerweile in 6. Füsilier-Regiment „Pfalzgraf Max“ (ab 21. Juli 1790 „Pfalzgraf Wilhelm von Birkenfeld“) umbenannten Regiment. Während dieser Zeit wirkte er mit, als Rumford den englischen Garten anlegte. 1791 wurde Triva Witwer.
In dem in Donauwörth zusammengestellten Korps zur Verstärkung Garnison von Mannheim führte er 1792 ein Bataillon unter Oberst Graf Nogarola. Hierbei zeichnete er sich insbesondere in den Feldzügen gegen Frankreich in den Jahren 1793 und 1794 aus. Sein Kontingentskommandant Graf Ysenburg bescheinigte ihm in einem Schreiben an den Kurfürsten militärische Kenntnisse, Kaltblütigkeit und Gegenwart des Geistes, einhergehend mit mehr als gewöhnlicher Bravour, Ordnung und Zucht in seinem Bataillon. Dies konnte er bei den Gefechten bei Wörth im Dezember 1793 erneut unter Beweis stellen, zumal er bei kritischer Lage (französische Truppen drohten sein Bataillon abzuschneiden) seine Männer nach ungeordnetem Rückzug wieder sammeln und danach geordnet in die Winterquartiere zurückführen konnte. Für diese Gefechte wurde Triva mit kurfürstlichen Reskript vom 19. Februar 1795 das Militär-Ehrenzeichen verliehen.
Am 14. April 1796 zum Oberst im 6. Füsilier-Regiment (nunmehr) „Pfalzgraf Pius“ befördert, kehrte er unter dem Korps Graf Ysenburgs nach Bayern zurück, wo er nach einer kurzen Verwendung beim 2. Grenadier-Regiment „Kurprinz“ am 16. November 1798 wieder zum 6. Füsilier-Regiment (jetzt) „Pius“ versetzt wurde. Ab 11. Februar 1799 Festungs- und Regimentskommandant in Mannheim verlegte er nunmehr als Kontingentskommandeur nach Philippsburg, wo er nach dem Entsatz von Philippsburg (13. September 1799) von dem dortigen Gouverneur, dem Pfalzgrafen von Salm, sowie von Erzherzog Karl mit besonderem Lob gedacht wurde. Nach kurzem Kommando über die Brigade von Freiherr von Wrede im März 1800 wurde er zum Generalquartiermeister beim Subsidienkorps ernannt und mit Allerhöchstem Signat vom 14. Juni 1800 zum Generalmajor befördert.
Am 9. März trat Triva die Stelle des Chefs des geheimen Kriegsbureaus an, wurde unter Max I. Joseph dessen rechte Hand in der Armeeverwaltung und am 28. September 1804 zum Generallieutenant befördert. Mit dem Armeebefehl vom 1. März 1806 wurde er mit dem Großkreuz des Militär-Max-Joseph-Ordens ausgezeichnet und am 22. März 1806 zum ersten Großkanzler des Ordens ernannt. Am 27. September 1809 erfolgte die Ernennung zum Minister-Staatssekretär im Kriegswesen (Kriegsminister war bis 1814 der König selbst) und am 1. Januar 1811 die Beförderung zum General der Artillerie. Mit Allerhöchstem Signat vom 7. März 1814 übertrug der König Triva den Geschäftsbereich des Kriegsministers. Am 31. Dezember 1816 wurde Triva wegen seiner Verdienste für Fürst und Vaterland in den erblichen Grafenstand erhoben. Am 2. Februar 1817 wurde er zum Staatsminister der Armee ernannt. Die Bayerische Akademie der Wissenschaften nahm ihn am 10. April 1818 als Ehrenmitglied auf.
Im September 1822 reichte Triva sein Pensionsgesuch ein, dem König Max I. Joseph unter Beibelassung seines Ranges, Titels und des bisherigen Gehaltes stattgab.
Am 8. April 1827 verstarb Triva im Alter von 80 Jahren in München. In seinem Testament richtete er einen Militär-Milden-Stiftungsfonde mit 1000 Gulden ein, der an die bedürftigsten Militärwitwen jährlich ausgezahlt werden soll.
Triva war von den humanistischen Idealen Lessings und Rousseaus beeinflusst und ließ diese Wertvorstellungen in die Dienstvorschriften einfließen, so dass das bayerische Heer als erste deutsche Armee die Prügelstrafe abschaffte. Trotzdem blieb er stets ein Kind des 18. Jahrhunderts, das sich nicht recht für die großen militärisch-gesellschaftlichen Themen seiner Zeit wie Wehrpflicht und Volksbewaffnung erwärmen konnte.

## Grabstätte

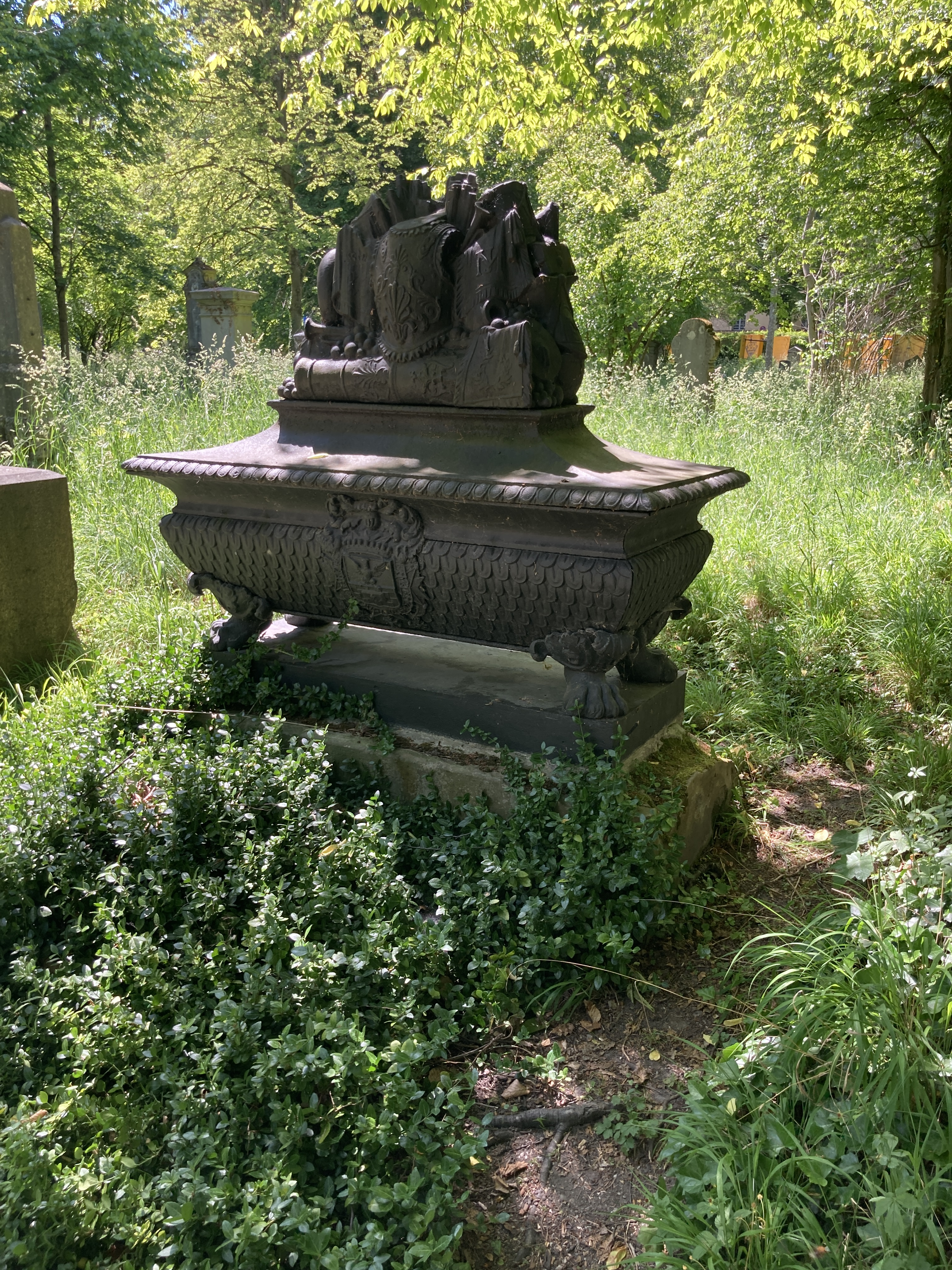
Grab von Johann Triva auf dem Alten Südlichen Friedhof in München

Die Grabstätte von Johann Triva befindet sich auf dem Alten Südlichen Friedhof in München (Gräberfeld 9 - Reihe 1 - Platz 15/16) Standort. In dem Grab liegt auch Trivas Ehefrau Maria Floriana von Triva, von geborene Velhorn auf Ursensollen und Treffau († 1. März 1791)

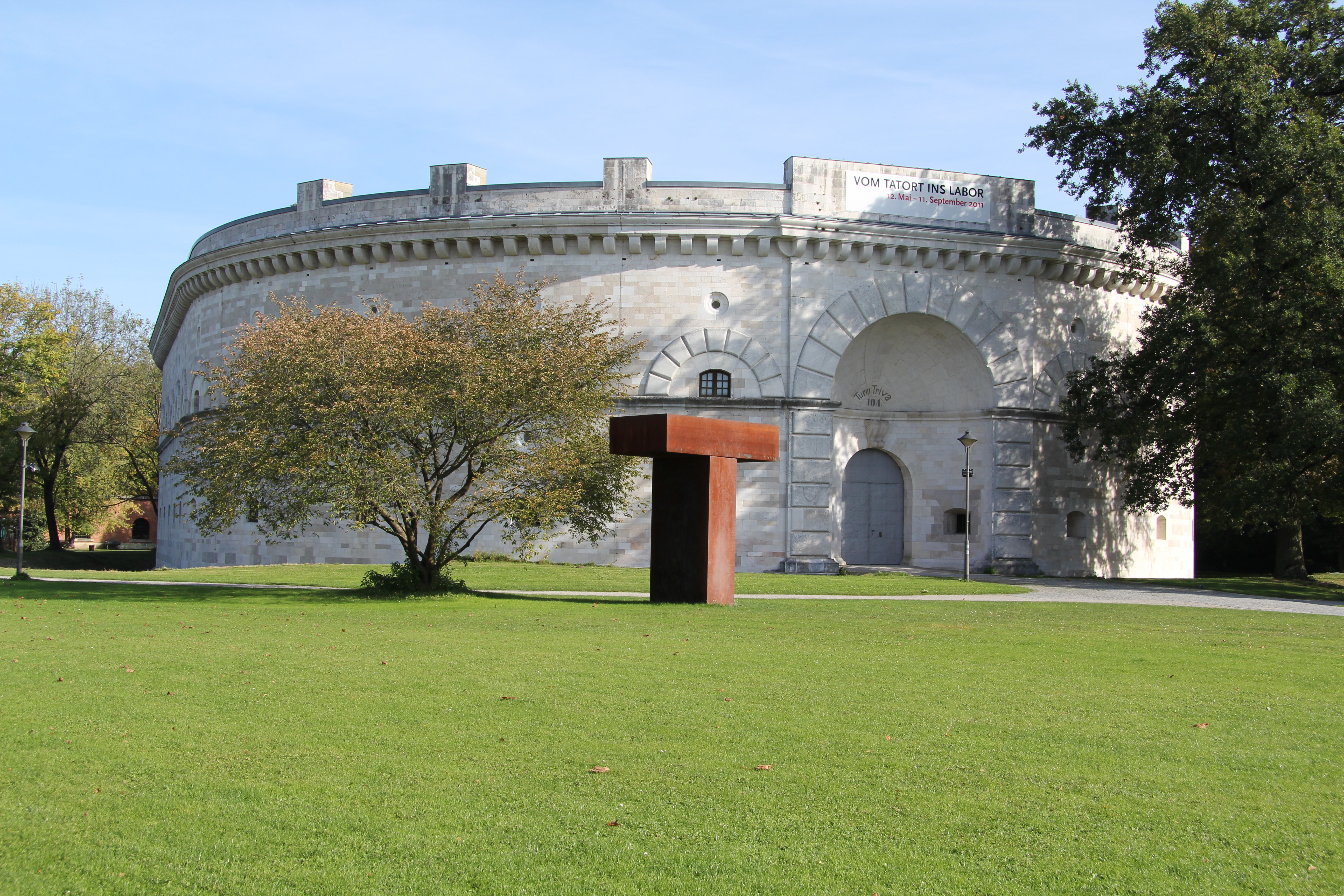
Der Turm Triva im Festungsbau der Landesfestung Ingolstadt

## Ehrungen
- Ernennung zum Großoffizier der französischen Ehrenlegion gemäß Brevet vom 27. Januar 1806, Bestätigung durch Armeebefehl vom 13. März 1806
- Großkreuz des Verdienstordens der Bayerischen Krone gemäß Armeebefehl vom 25. Juni 1813
- Russischer Orden der Heiligen Anna 1. Klasse, verliehen gemäß Armeebefehl vom 23. Januar 1815
- Ehrenmitglied der Akademie der Wissenschaften am 10. April 1818
- Kapitular des Ritterordens vom Heiligen Hubert am 12. Oktober 1820
- Erteilung des Namens „Triva“ für den roten Turm Triva am Cavalier C der Festung Ingolstadt durch König Ludwig I. (1842)

## Namensgeber für Straße
Nach Johann Triva wurde am 4. Januar 1900 in München im Stadtteil Dom Petro (Stadtbezirk 9 - Neuhausen-Nymphenburg) die Trivastraße benannt (Erstnennung). Lage 